# Khesar Gyalpo University of Medical Sciences
Die Khesar Gyalpo University of Medical Sciences (KGUMSB) wurde 2013 als zweite Universität Bhutans gegründet und dient der Ausbildung medizinischen Fachpersonals. Neben Ausbildung von Pflegepersonal liegt ein Schwerpunkt auf der Weiterbildung bereits approbierter Ärzte, sowie traditioneller Medizin.

## Geschichte
Das Bildungssystem in Bhutan öffnete sich erst in den 1960er Jahren westlichen Einflüssen. Traditionelle Medizin spielt noch immer eine wesentliche Rolle bei der medizinischen Grundversorgung des Landes.
2012 beschloss die Regierung mit dem University of Medical Sciences Act of Bhutan (UMSB) zusätzlich zur 2003 gegründeten Royal University of Bhutan, die alle anderen Disziplinen vereint, eine Universität zu gründen, die sich speziell der dringend benötigten Ausbildung medizinischen Fachpersonals, wie etwa Krankenschwestern und Ärzten, widmen soll. Die 2013 in Thimphu gegründete Hochschule für Medizin wurde 2015 zu Ehren des regierenden Druk Gyalpo in Khesar Gyalpo University of Medical Sciences (KGUMSB) umbenannt. Das Programm hatte jedoch Anlaufschwierigkeiten. So konnte im November 2019 aus Personalmangel noch immer nicht der ursprünglich angestrebte Studienabschluss Bachelor of Medicine, Bachelor of Surgery (MBBS) verliehen werden.

## Fakultäten
Die KGUMSB hat drei Fakultäten:
- Fakultät für Traditionelle Medizin (FoTM) mit 27 Mitarbeitern und 90 Studierenden.
- Fakultät für Gesundheitswissenschaften (FNPH) mit 132 Mitarbeitern und 430 Studierenden.
- Fakultät für Postgraduierte (FoPGM) mit 22 Mitarbeitern sowie 63 beteiligten Ärzten und 31 Studierenden.

Der Schwerpunkt der Ausbildung innerhalb der Fakultät für Gesundheitswissenschaften liegt bei Pflege. Des Weiteren gibt es noch eine Fakultät für traditionelle Medizin und eine post-graduierten Schule die nach vier Jahren den M.D. verleiht.

## Weitere Einrichtungen
Die KGUMSB ist Herausgeber des peer reviewten Bhutan Health Journal, das seit 2015 zwei Mal jährlich veröffentlicht wird.
Zudem unterhält die KGUMSB ein Medical Education Centre for Research Innovation and Training (MECRIT).
Direktor ist Neyzang Wangmo.

## Internationale Kooperationen
Das internationale Netzwerk der noch jungen Universität befindet sich noch im Aufbau. Bisherige Partnerländer sind:
- Australien
  - Deakin University, Melbourne
- Japan
  - Akita University, Jichi Medical University, Kyoto University Hospital
- Thailand
  - Naresuan University, Praboromarajoni Institute of Health Workforce Development (Boromarajhonani College of Nursing) sowie das Institut für Orthopädie des Lerdsin General Hospital